# Helena (Misisipi)
Helena es un lugar designado por el censo del Condado de Jackson, Misisipi, Estados Unidos. Según el censo de 2000 tenía una población de 778 habitantes y una densidad de población de 148.7 hab/km².

## Demografía
Según el censo de 2000, había 778 personas, 266 hogares y 222 familias residiendo en la localidad. La densidad de población era de 148,7 hab./km². Había 280 viviendas con una densidad media de 53,5 viviendas/km². El 93,83% de los habitantes eran blancos, el 5,14% afroamericanos, el 0,39% asiáticos, el 0,26% de otras razas y el 0,39% pertenecía a dos o más razas. El 0,26% de la población eran hispanos o latinos de cualquier raza.
Según el censo, de los 266 hogares en el 38,0% había menores de 18 años, el 66,9% pertenecía a parejas casadas, el 10,9% tenía a una mujer como cabeza de familia, y el 16,5% no eran familias. El 14,3% de los hogares estaba compuesto por un único individuo, y el 4,5% pertenecía a alguien mayor de 65 años viviendo solo. El tamaño promedio de los hogares era de 2,92 personas y el de las familias de 3,21.
La población estaba distribuida en un 26,3% de habitantes menores de 18 años, un 13,0% entre 18 y 24 años, un 26,9% de 25 a 44, un 24,4% de 45 a 64, y un 9,4% de 65 años o mayores. La media de edad era 34 años. Por cada 100 mujeres había 100,0 hombres. Por cada 100 mujeres de 18 años o más, había 97,6 hombres.
Los ingresos medios por hogar en la localidad eran de 36.302 dólares ($), y los ingresos medios por familia eran 36.302 $. Los hombres tenían unos ingresos medios de 31.588 $ frente a los 18.173 $ para las mujeres. La renta per cápita para la ciudad era de 12.346 $. El 5,2% de la población y el 6,2% de las familias estaban por debajo del umbral de pobreza. El 6,0% de los menores de 18 años y el 17,9% de los habitantes de 65 años o más vivían por debajo del umbral de pobreza.

## Geografía
Según la Oficina del Censo de los Estados Unidos, la localidad tiene un área total de 5,2 km², todos ellos correspondientes a tierra firme.